# Salto Pará
El Salto Pará es la segunda catarata más grande del mundo (por anchura total) y la más grande de América, con un ancho de 5.608 m y en el cual se divide y desciende en siete inmensas torrenteras. Este salto está ubicado vía Caicara del Orinoco, estado Bolívar, cerca de la población Maripa, en la Cuenca del Caura, Venezuela
El Salto Pará, o Kuyuwishodü, como es conocido por los indígenas de la zona, es un accidente geográfico que rompe abruptamente el cauce del río Caura, estableciendo la división entre el bajo y el alto Caura. 
Existen opciones para realizar tours o recorridos de turismo aventura, desde el campamento más cercano, llamado El Playón, hasta el sector del salto, transitando un camino entre la selva. 
El volumen de agua del Salto Pará supera al de las famosas Cataratas Victoria de África y al de Cataratas del Iguazú en la frontera Brasil-Argentina.